# 웅천고등학교 (경남)
웅천고등학교(熊川高等學校)는 대한민국 경상남도 창원시 진해구 성내동에 있는 공립 고등학교이다.

## 학교 연혁
- 1955년 6월 20일 : 웅천고등학교 설립인가
- 1955년 7월 1일 : 웅천고등학교 개교(보통과 1학급)
- 1973년 9월 17일 : 진해동고등학교 교명 변경
- 1979년 3월 1일 : 진해종합고등학교 교명 변경
- 2000년 3월 1일 : 진해제일고등학교 교명 변경
- 2011년 3월 31일 : 교육과학기술부 자율형 공립고 선정
- 2012년 3월 1일 : 경상남도교육청 지정 자율형 공립고 운영(2012.3.1.~2017.2.28.)
- 2012년 3월 1일 : 웅천고등학교 교명 변경
- 2017년 3월 1일 : 경상남도교육청 지정 자율형공립고 운영(2017.3.1.~2022.2.28.)
- 2021년 9월 1일 : 제31대 박동암 교장 취임
- 2022년 3월 1일 : 경상남도교육청 지정 자율학교 운영(2022.3.1.~2025.2.28.)
- 2025년 1월 2일 : 제68회 졸업장 수여식(졸업생 수 202명, 누계 7,906명)
- 2025년 3월 4일 : 2025학년도 입학식(7학급 202명 입학)

## 참고 자료
- 웅천고등학교 - 한국교육학술정보원 학교알리미